# 테크윙
주식회사 테크윙(영어: Techwing)은 반도체 시험 및 검사에 사용되는 다양한 시험, 검사 장비 및 부품, 주변장치들를 제조하여 공급하는 전문 기업이다.
전 세계 메모리 핸들러 장비 1위 업체로, 핸들러가 매출액의 31%를 차지하고 있다. 2단계 웨이퍼 테스트(KGSD 테스트)에서 전수조사를 위한 장비인 큐브 프로버를 보유하고 있다

## 사업장 현황
- 본사: 경기도 화성시 동탄산단6길 37
- 안성사업장: 경기도 안성시 원곡면 기업단지로 129
- 아산사업장: 충청남도 아산시 음봉면 아산밸리로 387번길 118(음봉면 신휴리 777)